# MAGIX Samplitude
MAGIX Samplitude è un software sviluppato da MAGIX per la registrazione, modifica, missaggio, mastering e output di audio.
La prima versione venne rilasciata solo per Amiga nel 1992 e tre anni dopo per Microsoft Windows. Le ultime versioni del software sono Samplitude Pro X2, Samplitude Pro X2 Suite e Sequoia 13.
Samplitude è un esempio di Digital Audio Workstation (DAW).

## Caratteristiche
Samplitude è come molte altre DAW, e permette all'utente di:
- Registrare e manipolare audio digitale multitraccia
- Registrare e manipolare dati MIDI
- Applicare effetti (come riverbero e delay)
- Automatizzare il processo di Missaggio audio
- Utilizzare Virtual Studio Technology
- Connettersi ad altri software multimediali tramite ReWire

Una delle caratteristiche che separa Samplitude dalle altre DAW è il concetto di "modifica orientata agli oggetti". In Samplitude, un "oggetto" è una rappresentazione grafica di una traccia audio o MIDI; nel caso di una traccia MIDI, vengono visualizzati dei quadrati che rappresentano le note MIDI.
È possibile applicare molti controlli ed effetti (Pan, Volume, Invert Phase, Timestretch, Pitchshift, Plugin VST, Plugins Magix, etc.)
Gli oggetti possono essere creati sia importando file audio, sia registrando (in tal caso, verrà visualizzato in real-time).
Gli oggetti possono essere divisi e uniti (combinando diversi oggetti in uno).
Samplitude Pro X Suito include anche una varietà di effetti di alta qualità preinstallati (come l'Am-munition Compressor/Limiter, Modeling Suite, Bass and Guitar simulator). Samplitude include anche la Suite EssentialFX, composta da 10 plugin a basso consumo di risorse di sistema.
È possibile annettervi la Sampler Workstation Indipendente (70 GB).

## Storia
Nel 1992, venne completata la prima versione di Samplitude, scritta per la piattaforma Amiga. Era principalmente un semplice editor con un processore audio a 24-bit. Un anno dopo venne pubblicato Samplitude Pro II, con la caratteristica dell'hard disk recording.
Nel 1995 Samplitude venne diffuso per Windows 3.1; composto da tre versioni:
- Multimedia (max 4 tracce). Con virtual editing, effetti surround in tempo reale e integrazione di MIDI e AVI;
- Pro (max 8 tracce). Funzioni aggiuntive, quali resampling, timestretching, pitch-shifting, MIDI sample dump;
- Studio (max 16 tracce). Funzioni aggiuntive, quali sincronizzazione esterna e vari filtri digitali.

Nel 1998 Samplitude venne comprata dalla tedesca SEK'D (Hohner Midia).
Nello stesso anno venne pubblicato Samplitude 2496, il quale supportava la registrazione a 24-bit a sample rate fino a 96 kHz. Samplitude era unico a qual tempo, potendo registrare audio su Hard Disk e RAM.
Contemporaneamente venne rilasciata una versione più economica ma limitata, chiamata Red Soaster.
Samplitude Studio venne diffuso per Windows 95/98 ed NT4.
Il nome Red Roaster deriva dallo standard Red Book, di cui ne è conforme.
L'ultima release rimase la versione 5, quando nel giugno del 1999 MAGIX comprò la linea Samplitude.
Samplitude Professional 7.0 venne pubblicato alla fine del 2002.
In questa versione sono inclusi il supporto per i driver ASIO, plugin esterni, controllo hardware.
Supportava anche la registrazione di video.
Nel 2005 venne rilasciata la versione 8.0.
Alcune delle nuove caratteristiche erano l'abilità di agire come un host ReWire e di supportare il missaggio Surround;
Altre caratteristiche erano i processori stile analogico, una drum machine virtuale ed uno strumento di beat mapping.
Nel 2006 MAGIX presentà Samplitude 9.0, con pieno supporto Dual core, manager di VST, de-esser e gestione delle tracce più ergonomica.

## Altro
- Ableton Live
- ACID Pro
- Ardour
- Digital Performer
- FL Studio
- Logic Pro
- MAGIX Sequoia
- Pro Tools
- Cubase
- REAPER